# Rudnik soli Wieliczka
Rudnik soli Wieliczka je kontinuirano proizvodio sol od 13. stoljeća do 2007. godine kao jedan od najstarijih rudnika soli u Poljskoj, te se vjeruje da je tada bila 14. najstarija tvrtka koja je još uvijek djelovala na svijetu.
Rudnik od devet etaža doseže dubinu od 327 metara i dug je preko 300 km. Turistička cesta je duga 3.5 km i obilazi najznamenitije dijelove rudnika. Najznamenitije su brojne skulpture, te cjelovita Crkva sv. Kinge (najveća podzemna crkva na svijetu), koju su rudari isklesali iz "žive" kamene soli. Oko 2 milijuna posjetitelja posjeti ovaj rudnik svake godine. Posjetitelji se moraju spustiti niz 378 stuba, 67 metara u dubinu, kako bi posjetili rudarske hodnike, kapele, oltare, skulpture i slano jezero, a na dubini od 135 metara nalazi se dizalo koje ih vraća na površinu. Skulpture na prvoj razini prikazuju legendu o osnutku rudnika. Navodno je poljska princeza, Sveta Kinga, tu dala iskopati bunar kako bi napojila svoju žednu svojtu na putu prema Mađarskoj gdje se trebala udati za kralja Belu. Otkopavši rupu otkrili su kamen koji je svjetlucao od soli. Nehotice je tada princeza ispustila u bunar prsten kojim se bila obećala. Druga legenda spominje patuljke koji su pomagali rudarima i čuvali ih od poplava i klizišta; što objašnjava brojne skulpture patuljaka od soli.
Zanimljiva je činjenica kako su prvi ‘turisti’ posjetili rudnik već prije 350 godina, a jedan od poznatih posjetitelja, čiji se kip nalazi u rudniku, je i poznati književnik, ljubitelj mineralogije i geologije Johann Wolfgang Von Goethe.
Ispod 200 metara nalazi se sanatorij, liječilište s konstantnom temperaturom i vlažnošću. U rudniku se nalazi i muzej rudarstva s najvećom kolekcijom originalnih alatki i rudarske opreme koja ilustrira razvoj rudarske tehnike i tehnologije od srednjeg vijeka do modernog doba.
- Izvozni toranj
- Kapela sv. Kinge
- Stari rudarski hodnik
- Patuljci od soli
- Luster od soli